# Лудошур (Якшур-Бодьїнський район)
Лудошу́р (рос. Лудошур) — присілок в Якшур-Бодьїнському районі Удмуртії, Росія.
Населення — 6 осіб (2010; 15 в 2002).
Національний склад (2002):
- удмурти — 93 %

## Урбаноніми[3]
- вулиці — Центральна